# باول جورمان
باول جورمان (بالإنجليزية: Paul Gorman)‏ (6 أغسطس 1963 في جمهورية أيرلندا - ) هو لاعب كرة قدم أيرلندي في مركز الوسط. شارك مع منتخب جمهورية أيرلندا تحت 21 سنة لكرة القدم. أما مع النوادي، فقد لعب مع برمنغهام سيتي وشروزبري تاون ونادي أرسنال ونادي شيلبورن ونادي كارلايل يونايتد وGretna F.C. ‏.

## وصلات خارجية
- باول جورمان على موقع قاعدة بيانات كرة القدم.إي يو (الإنجليزية)